# Sincronia
In linguistica, la sincronia è lo studio e la valutazione dei fatti linguistici considerati in un dato momento, astraendo dalla loro evoluzione nel tempo, ovvero in un determinato stato della lingua. Si contrappone alla diacronia che invece studia le lingue secondo il loro divenire nel tempo.
Linguistica diacronica è, di fatto, sinonimo di linguistica storico-comparativa, mentre la linguistica generale è tipicamente sincronica. La necessità di tenere ben distinti i due punti di vista, sincronico e diacronico, è stata per la prima volta sottolineata dal linguista ginevrino Ferdinand de Saussure.
Gli altri parametri che determinano la variazione linguistica sono:
- la diatopia, nello spazio;
- la diamesia, in rapporto al mezzo;
- la diastratia, in rapporto all'utente;
- la diafasia, in rapporto alla situazione.